# Huang Shanshan
Huang Shanshan (chinesisch 黃珊汕; * 18. Januar 1986 in Fuzhou) ist eine ehemalige chinesische Trampolinturnerin.
Huang feierte ihren ersten großen internationalen Erfolg 2003 mit dem Vizeweltmeistertitel mit der Mannschaft in Hannover. Zwei Jahre darauf gewann sie mit der Mannschaft die Goldmedaille. Diesen Titel verteidigte sie sowohl 2007 als auch 2009. Im Einzel gewann sie 2007 Silber, während sie 2009 erstmals auch Weltmeisterin im Einzel wurde. 2010 folgte nochmals ein zweiter Platz im Einzel sowie 2011 der nunmehr fünfte Titelgewinn, diesmal wieder mit der Mannschaft. Bei den Asienspielen gewann Huang 2006 in Doha die Einzelkonkurrenz und verteidigte den Titel auch 2010 in Guangzhou.
2004 nahm sie in Athen erstmals an den Olympischen Sommerspielen teil und gewann im Einzel die Bronzemedaille. 2008 kam sie in Peking nicht über die Qualifikation hinaus und belegte am Ende den 14. Platz. Wesentlich besser lief es für sie 2012 in London, als sie nach einem zweiten Platz in der Qualifikation auch nach dem Finale den Silberrang innehatte.